# Paris-Roubaix de 1976
A 74.ª edição da Paris-Roubaix teve lugar a 11 de abril de 1976 e foi vencida ao sprint pelo belga Marc Demeyer.

## Classificação final
| Posição | Ciclista                 | Equipa                | Tempo      |
| ------- | ------------------------ | --------------------- | ---------- |
| 1       | Marc Demeyer             | Flandria-Velda        | 6h 37' 41" |
| 2       | Francesco Moser          | Sanson-Benotto        | m. t.      |
| 3       | Roger de Vlaeminck       | Brooklyn              | m. t.      |
| 4       | Hennie Kuiper            | TI-Raleigh-Campagnolo | + 1' 36"   |
| 5       | Walter Godefroot         | IJsboerke-Colnago     | m. t.      |
| 6       | Eddy Merckx              | Molteni-Campagnolo    | m. t.      |
| 7       | Jan Raas                 | TI-Raleigh-Campagnolo | m. t.      |
| 8       | Jean-Pierre Danguillaume | Peugeot-Esso-Michelin | m. t.      |
| 9       | Willy Teirlinck          | Gitane-Campagnolo     | + 1' 45"   |
| 10      | Frans Verbeeck           | IJsboerke-Colnago     | m. t.      |